# Empidonax
Empidonax is een geslacht van zangvogels uit de familie tirannen (Tyrannidae).

## Soorten
Het geslacht kent de volgende soorten:
- Empidonax affinis  – Dennenfeetiran
- Empidonax albigularis  – Witkeelfeetiran
- Empidonax alnorum  – Elzenfeetiran
- Empidonax atriceps  – Zwartkapfeetiran
- Empidonax difficilis  – Oeverfeetiran
  - E. d. occidentalis – Hooglandfeetiran
- Empidonax flavescens  – Gele feetiran
- Empidonax flaviventris  – Berkenfeetiran
- Empidonax fulvifrons  – Blonde feetiran
- Empidonax hammondii  – Sparrenfeetiran
- Empidonax minimus  – Kleine feetiran
- Empidonax oberholseri  – Struikfeetiran
- Empidonax traillii  – Wilgenfeetiran
- Empidonax virescens  – Beukenfeetiran
- Empidonax wrightii  – Alsemfeetiran